# From Durban to Zululand
From Durban to Zululand è un cortometraggio muto del 1913 
Non si conosce il nome del regista del film, un documentario prodotto dalla Edison in Sudafrica, dove appare Gladstone, governatore generale in Sudafrica.

## Produzione
Il film fu prodotto dalla Edison Company.

## Distribuzione
Distribuito dalla General Film Company, il film - un documentario di 150 metri - uscì nelle sale cinematografiche degli Stati Uniti il 24 novembre 1913. Nelle proiezioni, veniva programmato con il sistema dello split reel, accorpato in un'unica bobina con un altro cortometraggio prodotto dalla Edison, la commedia Enoch and Ezra's First Smoke.